# Васильев, Андрей Владимирович
Андрей Владимирович Васильев (род. 30 марта 1972) — советский и российский хоккеист, нападающий.

## Биография
Воспитанник воскресенского хоккея. В сезоне 1989/90 сыграл 4 матча во второй лиге за рязанский «Станкостроитель». Следующий сезон провёл в первой лиге в тверском СКА МВО. В сезонах 1991/92 и 1993/94 играл за ЦСКА, в сезоне 1992/93 — за воскресенский «Химик». На драфте НХЛ 1992 года был выбран в 11 раунде под общим 248-м номером клубом «Нью-Йорк Айлендерс». В сезонах 1994/95 — 1996/97 играл в ИХЛ за фарм-клуб «Айлендерс» «Денвер / Юта Гриззлиз». За время редких вызовов в главную команду в 15 матчах в НХЛ набрал 7 (2+5) очков. Сезон 1997/98 провёл в клубе ИХЛ «Лонг-Бич Айс Догз». Бо́льшую часть следующего сезона отыграл в клубе ИХЛ «Гранд-Рапидс Гриффинс». Сыграл один матч в НХЛ за «Финикс Койотис» и 15 — за фарм-клуб «Лас-Вегас Тандер» в ИХЛ.
В дальнейшем играл в Германии за «Франкфурт Лайонс» (1999/2000), «Ревирлёвен Оберхаузен», «Берлин Кэпиталз» (2001/02), в Швеции за «Линчёпинг» (2002/03), в ECHL за «Айдахо Стилхэдз».
В России выступал за «Авангард» Омск (2000/01), ЦСКА (2005/06), «Металлург» Новокузнецк (2006/07).